# Aloe eumassawana
Aloe eumassawana là một loài thực vật có hoa trong họ Măng tây. Loài này được S.Carter, M.G.Gilbert & Sebsebe mô tả khoa học đầu tiên năm 1996.